# (122) Gerda
(122) Gerda – planetoida z pasa głównego asteroid okrążająca Słońce w ciągu 5 lat i 283 dni w średniej odległości 3,22 j.a. Została odkryta 31 lipca 1872 roku w Clinton położonym w hrabstwie Oneida w stanie Nowy Jork przez Christiana Petersa. Nazwa planetoidy pochodzi od Gerdy, postaci z mitologii nordyckiej.